# Adaptations radiophoniques du Seigneur des anneaux
 (mai 2023).
Si vous disposez d'ouvrages ou d'articles de référence ou si vous connaissez des sites web de qualité traitant du thème abordé ici, merci de compléter l'article en donnant les références utiles à sa vérifiabilité et en les liant à la section « Notes et références ».

Le roman Le Seigneur des anneaux de l'écrivain britannique J. R. R. Tolkien, paru en trois volumes entre 1954 et 1955, a été adapté à la radio à trois reprises.

## Première adaptation britannique (1956)
En 1956, la BBC produit une adaptation en treize parties du Seigneur des anneaux, ainsi qu'une version en six parties de Bilbo le Hobbit. Il n'est pas certain que Tolkien ait eu l'occasion d'entendre la diffusion de ces épisodes. De cette version du Seigneur des anneaux, il n'existe aucun enregistrement audio ; seul reste un enregistrement de Bilbo. L'adaptation de Bilbo le Hobbit (The Hobbit) réalisée est particulièrement respectueuse du texte ; de plus, elle incorpore des références au Seigneur des anneaux et au Silmarillion.

## Adaptation américaine (1979)
En 1979, une autre version est diffusée aux États-Unis, d'abord sur les ondes, puis sur support cassette et enfin sur CD. La pochette ne fait aucune référence ni à l'équipe, ni à la distribution. Chaque acteur a été enregistré séparément et les diverses parties ont été ré-assemblées. Contrairement à la version anglaise, les acteurs n'ont eu aucune relation les uns avec les autres et le résultat en souffre.

## Seconde adaptation britannique (1981)
En 1981, la BBC décide de diffuser une nouvelle et ambitieuse version du Seigneur des anneaux en 26 épisodes d'une demi-heure chacun. Cette version a pour vedettes Ian Holm dans le rôle de Frodon, Michael Hordern dans le rôle de Gandalf, Robert Stephens jouant Aragorn et Peter Woodthorpe interprétant Gollum. Ce dernier reprend son rôle de Gollum dans le film d'animation de Ralph Bakshi ; Holm est rappelé par Peter Jackson afin d'interpréter Bilbon dans la trilogie cinématographique. Après la diffusion de la série, de nouveaux éléments sont incorporés aux 26 épisodes, pour une durée totale de 13 heures. Cette version modifiée est publiée sous forme de cassettes audio puis de CD ; la BBC a réédité les épisodes dans un ensemble de trois CD correspondant au découpage du livre. Parmi les modifications, Ian Holm interprète de nouvelles ouvertures et clôtures narratives des CD.
Le script pour cette version a été réalisé par Brian Sibley et Michael Bakewell. Leur objectif a été d'être aussi proches et respectueux du texte originel que possible. Ils ont effectué quelques modifications à l'histoire. Ainsi Minas Anor et Minas Tirith sont considérées comme deux cités séparées, alors que ces deux noms désignent la même cité. Une partie de la séquence des « Cavaliers du Rohan » (The Riders of Rohan) est chantée dans un style proche de l'opéra plutôt que jouée. Même si la série a été reconnue et admirée pour son ambition, la BBC ne s'est attelée à aucun autre projet d'aussi grande envergure.